# Intimate and Live (DVD)
Az Intimate and Live Kylie Minogue ausztrál énekesnő Intimate and Live Tour koncertjének DVD-felvétele. 2002. július 23-án jelent meg.

## Számlista
1. "Too Far"
2. "What Do I Have to Do"
3. "Some Kind of Bliss"
4. "Put Yourself in My Place"
5. "Breathe"
6. "Take Me with You"
7. "I Should Be So Lucky"
8. "Dancing Queen"
9. "Dangerous Game"
10. "Cowboy Style"
11. "Step Back in Time"
12. "Say Hey"
13. "Free"
14. "Drunk"
15. "Did It Again"
16. "Limbo"
17. "Shocked"
18. "Confide in Me"
19. "Locomotion"
20. "Should I Stay or Should I Go"
21. "Better the Devil You Know"